# Königliches Landgericht Mittweida
Das Königliche Landgericht Mittweida war ein Gericht im Königreich Sachsen mit Sitz in Mittweida.

## Geschichte
Die Abschaffung der Patrimonialgerichtsbarkeit wurde im 19. Jahrhundert intensiv diskutiert. Nach der Märzrevolution sollten die Untergerichte im Königreich Sachsen völlig neu organisiert werden. Mit dem Gesetz, die Umgestaltung der Untergerichte … betreffend vom 23. November 1848 wurde geregelt, dass die königlichen Landgerichte, Justizämter, Justiariate und Kammergutsgerichte, die Patrimonialgerichte, die Municipalgerichte und das Universitätsgericht in Leipzig aufgehoben werden sollen. Stattdessen sollten einheitlich Bezirksgerichte geschaffen werden. Dieses Gesetz wurde jedoch in der Reaktionsära nicht umgesetzt.
Im Mai 1853 beschloss der Stadtrat der Stadtgemeinde Roßwein die Gerichtsbarkeit der Stadt an den Staat abzutreten. Die Stadt wirkte bis dahin als Untergericht für die Stadt und einige umliegenden Dörfer. Am 10. Oktober 1853 wurde das Königliche Landgericht Mittweida eröffnet. Neben der Gerichtsbarkeit der Stadt wurden ihm weitere Orte aus den Bezirken der Justizämter Frankenberg mit Sachsenburg, Nossen und Rochlitz überwiesen. Es war sowohl für Gerichtsbarkeit und Verwaltung zuständig. Daneben ging die Patrimonialgerichtbarkeit der Rittergüter Auerswalde, Neusorge und Lichtenwalde auf das Königliche Landgericht Mittweida über.
Am 16. Oktober 1855 wurde das Patrimonialgericht des Pfarrlehens Königsfeld, am 30. Oktober 1855 das des Rittergutes Kolkau, am 31. Mai 1856 das des Rittergutes Ehrenberg und im Juni 1856 der Herrschaft Wechselburg aufgehoben und dem Königlichen Landgericht Mittweida übertragen.
Zum 1. Oktober 1856 wurde das Königliche Landgericht Mittweida aufgehoben und seine Aufgaben dem Gerichtsamt Mittweida übertragen.

## Gerichtsgebäude

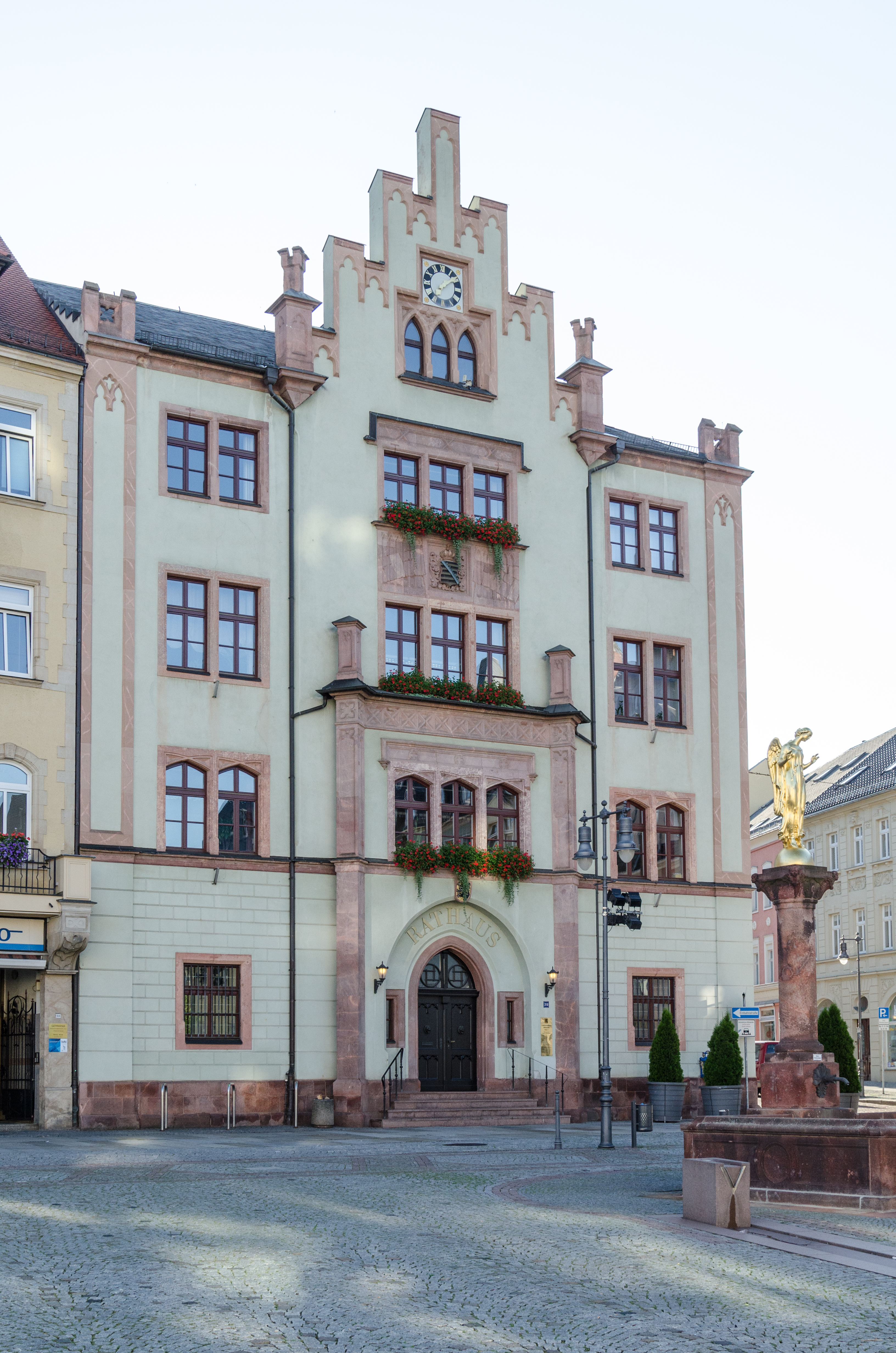
Gerichtsgebäude

Das Königliche Landgericht Mittweida nutzte das 1851 erbaute Gerichtsgebäude. Das Gebäude wurde später vom Gerichtsamt, dann vom Amtsgericht Mittweida genutzt und ist heute Rathaus. Es steht als Kulturdenkmal unter Denkmalschutz.

## Richter
- Hermann Theobald Edelmann (Direktor)